# بون‌آن
بون‌آن (به ژاپنی: Bun'an) نام یک عصر تاریخی ژاپنی بود. این عصر بعد از کاکیتسو و قبل از  هوتوکو قرار داشت و از فوریه ۱۴۴۴ تا ژوئیه ۱۴۴۹ میلادی به طول انجامید. در طی این عصر امپراتور گو-هانزونو امپراتور ژاپن بود.